# Arrow McLaren
Arrow McLaren (voorheen Sam Schmidt Motorsports en Arrow McLaren SP) en is een Amerikaans raceteam dat deelneemt aan de IndyCar Series. Het werd in 2001 opgericht door voormalig IndyCar-coureur Sam Schmidt, die door een zwaar ongeval op de Walt Disney World Speedway in 2000 verlamd raakte. Na gesprekken met Frank Williams, teameigenaar van het Williams Formule 1 team die in een soortgelijke situatie belandde, besloot Schmidt om het raceteam op te richten. 

## IndyCar Series
In 2001 kwam het team aan de start van de IndyCar Series met rijder Davey Hamilton. Na een opgelopen kwetsuur werd hij dat seizoen vervangen door Jaques Lazier, alsook enkele andere coureurs reden een race voor het team dat jaar. In de jaren die volgden reden onder meer Greg Ray, Richie Hearn en Airton Daré voor het team, maar topresultaten werden nooit behaald. Vanaf 2003 begon het team zich te focussen op het Indy Lights kampioenschap en werd er alleen nog een wagen ingezet tijdens de Indianapolis 500. In 2009 zette het team in samenwerking met Chip Ganassi Racing een wagen in met rijder Alex Lloyd, hij werd dertiende op de Indianapolis Motor Speedway.
In 2011 werd het Fazzt Race Team overgekocht en samengevoegd met Sam Schmidt Motorsports met als vaste rijder Alex Tagliani. Hij veroverde de poleposition tijdens de Indianapolis 500, maar moest de race staken na contact. Dan Wheldon versterkte het team voor de laatste twee races van 2011. Tijdens de laatste race van het seizoen op de Las Vegas Motor Speedway verongelukte de Brit bij een zwaar ongeval waarbij vijftien wagens betrokken waren.
Vanaf het 2013 tot het 2019 seizoen stond het team bekend als Schmidt Peterson Motorsports (SPM), vanaf het 2020 seizoen was een deal met McLaren gesloten en werd het Arrow McLaren SP
Vanaf het 2022 seizoen heeft McLaren 75% van de aandelen van Sam Schmidt Motorsports gekocht en heeft het dezelfde coureurs gehouden in Patricio O'Ward en Felix Rosenqvist, die uitkomen voor het team dit seizoen. 
Op 3 Juni 2022 werd bekendgemaakt dat McLaren vanaf het 2023 seizoen een 3e auto zal toevoegen aan het team en dat Alexander Rossi die auto fulltime zal rijden in 2023. 

## Indy Lights Series

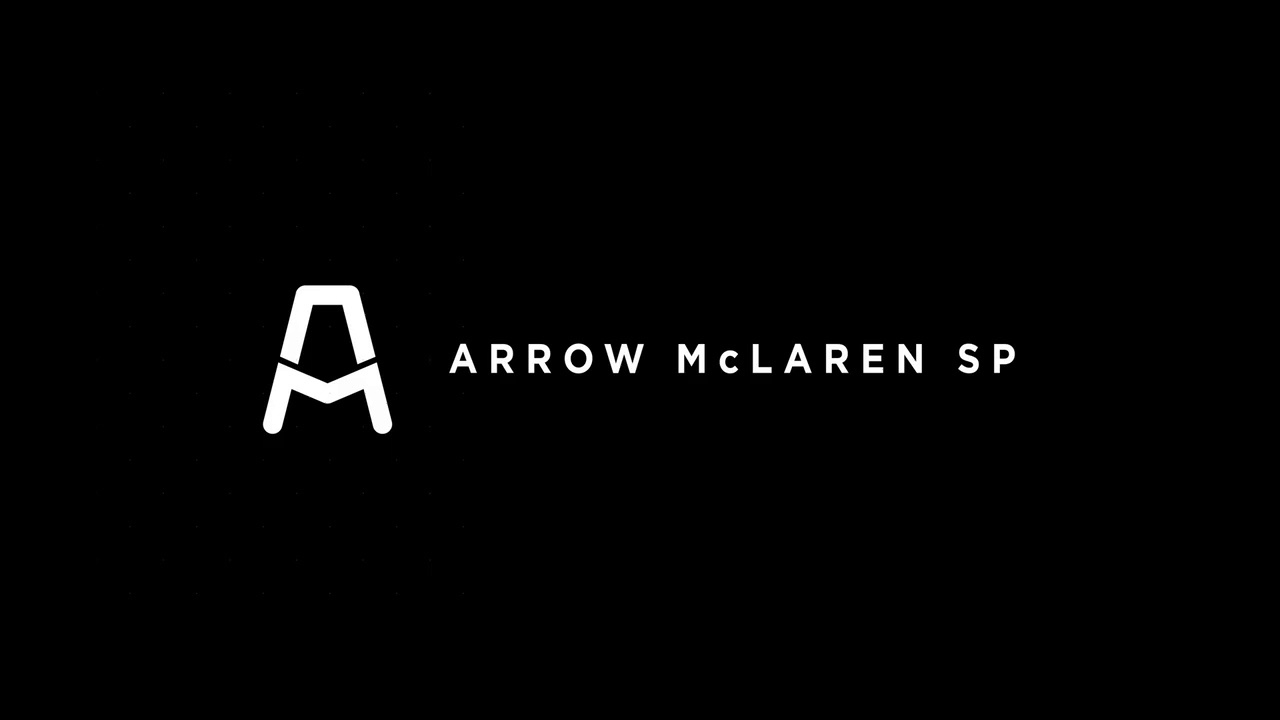
Het logo van Arrow McLaren SP

In 2002 kwam het team aan de start van de Indy Lights, de opstapklasse voor coureurs naar de IndyCar Series. Het team werd snel succesvol in deze raceklasse en won de titel in 2004 met Braziliaan Thiago Medeiros en in 2006 en 2007 respectievelijk met de Britten Jay Howard en Alex Lloyd. In 2008 haalde het team een tweede en derde plaats in het kampioenschap. Amerikaan Richard Antinucci werd tweede en Braziliaans coureur Bia Figueiredo derde in de eindstand. In 2009 werden respectievelijk Wade Cunningham en James Hinchcliffe vierde en vijfde in het kampioenschap. In 2010 werd Jean Karl Vernay kampioen voor het team. Pippa Mann won de race op de Kentucky Speedway. In 2011 werd met Josef Newgarden het kampioenschap voor een vijfde keer gewonnen, waardoor het het meest succesvolle team in de Indy Lights werd, voor het Tasman Motorsports team dat vier keer won in de jaren negentig. In 2012 werd de titel een zesde keer gewonnen met Frans coureur Tristan Vautier.